# ژومکس
ژومکس (انگلیسی: Jumex) شرکت صنایع غذایی مکزیکی است، که در سال ۱۹۶۱ تأسیس شد.